# Paco de Lucía
Paco de Lucía, właśc. Francisco Sánchez Gómez (ur. 21 grudnia 1947 w Algeciras, zm. 25 lutego 2014 w Cancún) – hiszpański gitarzysta flamenco. Na cześć swojej matki Lucíi Gómez występował pod scenicznym pseudonimem Paco de Lucía.

## Życiorys
Pierwszymi nauczycielami gitarzysty byli jego ojciec Antonio Sanchez i starszy brat Ramón de Algeciras. Jego bratem jest wokalista Pepe de Lucía.
De Lucia w wieku 5 lat otrzymał od ojca swoją pierwszą gitarę i rozpoczął naukę gry flamenco (1952–1958). Do jego nauczycieli można zaliczyć wielu wybitnych gitarzystów, m.in. Nino Ricardo, Miguela Borrull, Mario Escudero czy Sabicasa. W 1958 debiutował publicznym występem w Radio Algeciras. Rok później otrzymał nagrodę specjalną w konkursie Festival Concurso Internacional Flamenco de Jerez de la Frontera. W 1963 wyruszył w pierwszą zagraniczną podróż jako gitarzysta z grupą akompaniujących mu tancerzy Josè Greco, z którymi koncertował przez 3 sezony. W tym czasie w Nowym Jorku poznał sławnych gitarzystów Nino Ricardo oraz Sabicasa, który zachęcił go do określenia i podążania własnym stylem flamenco. Rozważając podjęcie dalszej nauki u boku Nino Ricardo, przeniósł się w 1964 wraz z rodziną do Madrytu i już rok później nagrał z nim 2 albumy (oraz 3 nagrania z bratem Ramonem de Algeciras). W 1967 dołączył do Festival Flamenco Gitano, corocznej trasy koncertowej flamenco.

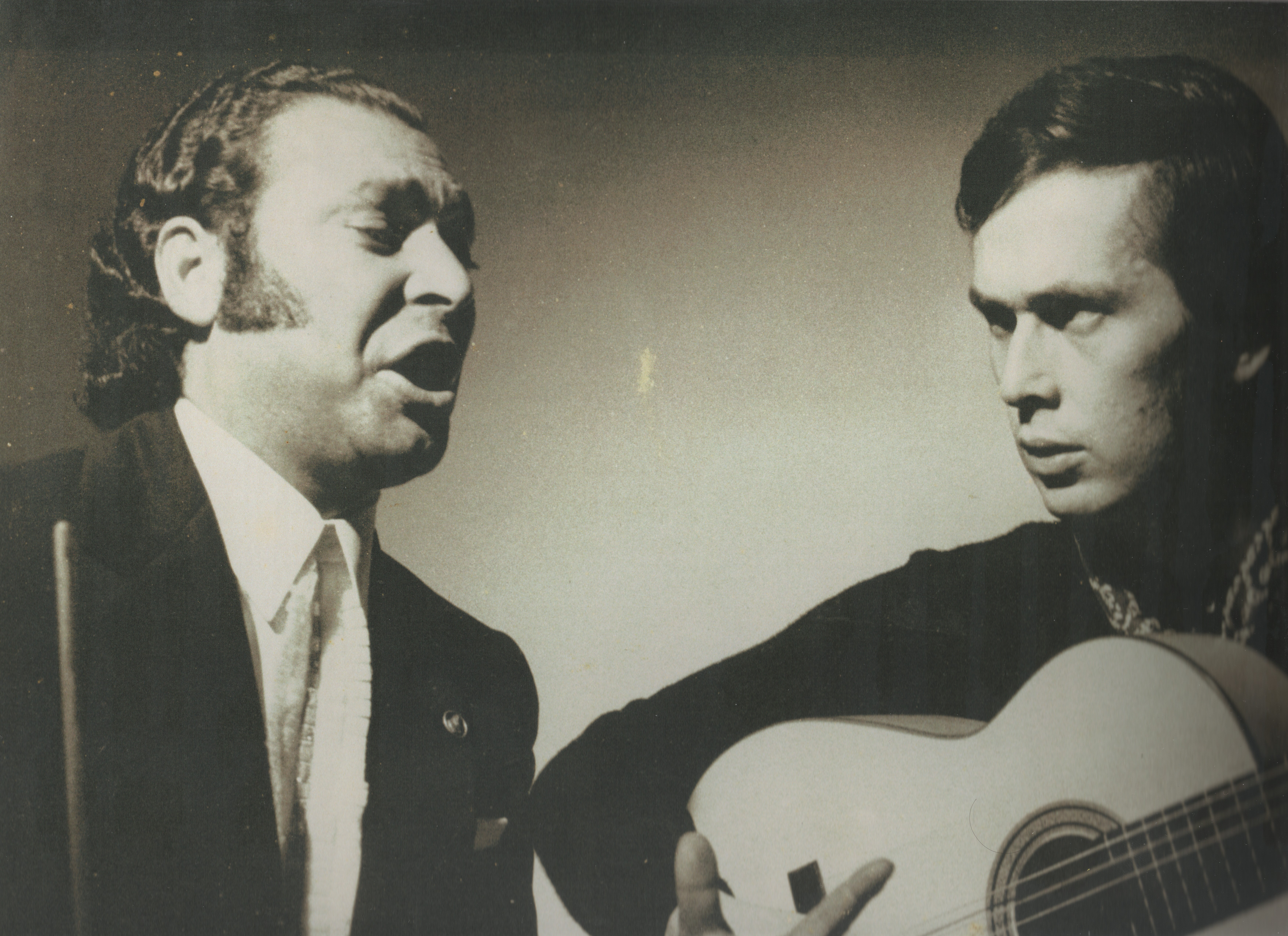
De Lucía z hiszpańskim piosenkarzem flamenco Juanem el de la Varą (1972)

W tym samym czasie nagrał swój pierwszy solowy album La fabulosa guitarra de Paco de Lucía, w którym można zauważyć wpływ Nino Ricardo, Sabicasa i Mario Escudero. Chcąc zerwać z narzucanym mu stylem, w 1969 nagrał Fantasia Flamenca, gdzie po raz pierwszy zdefiniował swój własny styl, który w pewnych motywach odbiega od przyjętych tradycji i reguł muzyki flamenco. Dla Paco de Lucii rozpoczął się najlepszy okres w karierze, jego niepowtarzalny styl uwydatniał się coraz bardziej w El Duende Flamenco (1972), Fuente y Caudal (1973) oraz Almoraima (1976). Nagrał także singel Entre dos Aguas, który przyniósł mu ogromną sławę.
W latach 1969–1979 nagrał dziewięć albumów ze słynnym później śpiewakiem flamenco Camaronem de la Isla, w którego wylansowaniu Paco miał znaczny udział.

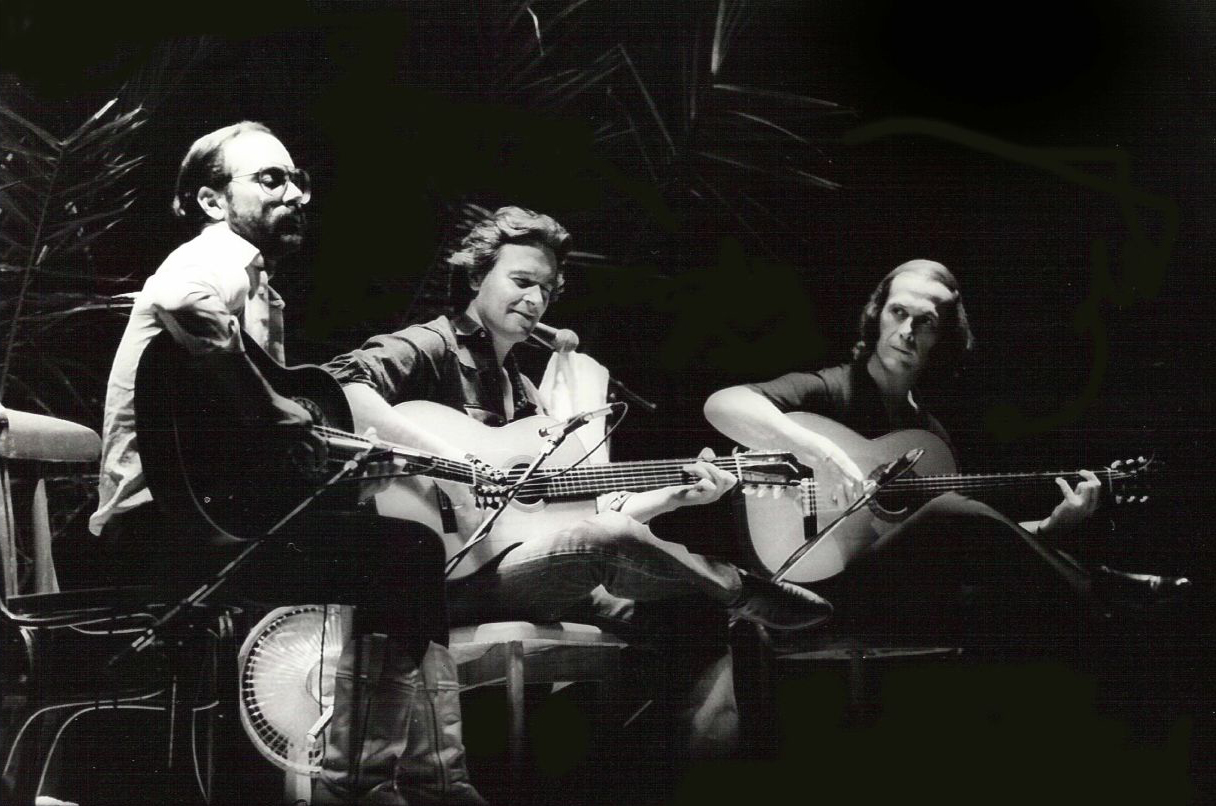
Al Di Meola, John McLaughlin i Paco de Lucía (lata 80.)

Od 1977 koncertował i nagrał dwa albumy z Alem Di Meolą, Johnem McLaughlinem i Larrym Coryellem. W tym samym roku ożenił się z Casildą Varela, z którą ma troje dzieci. Kontakt z jazzem wpłynął na jego grę, gitarzysta poszukiwał nowych brzmień wzbogacając tym samym ubogi styl flamenco. 5 grudnia 1980 doszło do głośnego koncertu w piątkowy wieczór w San Francisco. John McLaughlin, Al Di Meola i Paco de Lucía zagrali przed 10-tysięczną publicznością i od tej pory ich nazwiska obiegły cały świat. Album Friday Night in San Francisco (1981) odniósł ogromny sukces i dotychczas sprzedany został w 1,5 mln egzemplarzy. Współpraca tria została ostatecznie ukoronowana trzema albumami: Friday Night in San Francisco (1981), Castro Marin (1981) i Passion, Grace and Fire (1983). Paco de Lucía nagrał także muzykę do filmów takich jak Carmen Carlosa Saury, La Sabina i Los Tarantos José Luisa Borau, prezentowaną w teatrze de la Zarzuela w 1986. W 1981 założył sekstet z Pardo, Benevent, Dantas, de Algeciras i Pepe de Lucia. Utrzymywał również kontakt z Chickiem Coreą, co stanowiło początek owocnej współpracy obu muzyków.
Do rytmów czystego flamenco powrócił niespodziewanie w spektakularnym albumie Siroco (1987), jednak w 1990 wraz z sekstetem i pianistą Chicka Corei kontynuował styl pełen ekspresji. W 1991 nagrał z orkiestrą de Cadaques album Concierto de Aranjuez, a w 1993 z Paco de Lucía Sextett – Live in América. W 2004 de Lucia otrzymał nagrodę Księcia Asturii w dziedzinie sztuki, najważniejszą i najbardziej prestiżową nagrodę tego typu w Hiszpanii.
Paco de Lucía zmarł 25 lutego 2014 roku na atak serca.

## Dyskografia
- 1961: Los Chiquitos de Algeciras (z Pepe de Lucíą)
- 1964: Dos guitarras flamencas en stereo (z Ricardo Mondrego)
- 1965: 12 éxitos para 2 guitarras flamencas (z Ricardo Mondrego)
- 1965: 12 canciones de García Lorca para guitarra (z Ricardo Mondrego)
- 1966: Música Clasica Transcrita para Guitarra (z Ramónem de Algeciras)
- 1966: Canciones andaluzas para 2 guitarras (z Ramónem de Algeciras)
- 1967: Dos guitarras flamencas en América Latina (z Ramónem de Algeciras)
- 1967: La fabulosa guitarra de Paco de Lucía
- 1969: Fantasía flamenca de Paco de Lucía
- 1969: Paco de Lucía y Ramón de Algeciras en Hispanoamérica (z Ramónem de Algeciras)
- 1969: 12 Hits para 2 guitarras flamencas y orquesta de cuerda (z Ramónem de Algeciras)
- 1971: Recital de guitarra de Paco de Lucía
- 1971: El mundo del flamenco (z Pepe de Lucíą i Ramónem de Algeciras)
- 1972: El duende flamenco de Paco de Lucía
- 1973: Fuente y caudal
- 1975: En vivo desde el Teatro Real
- 1976: Almoraima
- 1978: Paco de Lucía interpretato Manuel de Falla (z grupą Dolores)
- 1981: Sólo quiero caminar
- 1981: Friday Night in San Francisco (z Johnem McLaughlinem i Alem Di Meolą)
- 1981: Castro Marín (z Johnem McLaughlinem i Larrym Coryellem)
- 1983: Passion, Grace and Fire (z Johnem McLaughlinem i Alem Di Meolą)
- 1982: La Guitarra de Oro de Paco de Lucía
- 1984: Live... One Summer Night
- 1987: Siroco
- 1990: Zyryab
- 1991: Concierto de Aranjuez
- 1993: Live in América (wyk. Paco de Lucía Sextet)
- 1996: The Guitar Trio (z Johnem McLaughlinem i Alem Di Meolą)
- 1996: Antología
- 1998: Luzia
- 2004: Cositas Buenas
- 2005: Gold
- 2011: Envivo, Conciertos España 2010
- 2014: Canción Andaluza

## Filmografia
- 2014: Paco de Lucía: la búsqueda (film dokumentalny, reż. Curro Sánchez)[4]